# اوری اور
اوری اور (انگلیسی: Ori Orr؛ زادهٔ ۲۲ آوریل ۱۹۳۹) سیاست‌مدار و سرلشکر بازنشسته نیروهای دفاعی اسرائیل است، که در فاصله سال‌های ۱۹۸۱ تا ۱۹۸۳ به‌عنوان فرمانده ستاد فرماندهی مرکزی اسرائیل فعالیت می‌کرد و از ۱۹۸۳ تا ۱۹۸۶ فرماندهی شمالی اسرائیل را برعهده داشت. وی از ۱۹۹۹ تا ۲۰۰۳ رئیس هیئت مدیره صنایع هوافضای اسرائیل بود.
او در سال ۱۹۵۷ به نیروهای دفاعی اسرائیل فراخوانده شد و در سپاه زرهی خدمت کرد. در طول جنگ شش روزه، کاپیتان اور فرماندهی گروهان شناسایی تیپ هفتم را بر عهده داشت که در ساحل شمالی شبه جزیره سینا پیشروی کرد. در جنگ فرسایشی، او فرماندهی یک گردان زرهی را در سینا و دره اردن برعهده داشت. او در اوت ۱۹۷۳ به درجه سرهنگ دومی ارتقا یافت و فرمانده تیپ ۶۷۹ زرهی تازه تأسیس (ذخیره) شد که در طول جنگ یوم کیپور رهبری آن را بر عهده داشت. واحد مجهز به تانک سنچوریون او نقش مهمی در جلوگیری از حمله سوریه به بلندی‌های جولان ایفا کرد. این واحد که یکی از اولین واحدهای ذخیره‌ای بود که از راه رسید، به نجات مقر اسرائیل در نفاخ از سقوط کمک کرد. ژنرال اسحاق هوفی، فرمانده جبهه شمالی، اظهار داشت: "اوری امروز ما را نجات داد."
پس از جنگ یوم کیپور، اور به فرماندهی تیپ ۷ زرهی هاتیفا شیوا منصوب شد. در سال ۱۹۷۶، او با درجه سرتیپ، فرمانده یک لشکر زرهی در ارتفاعات جولان شد و بعداً به عنوان رئیس ستاد فرماندهی مرکزی خدمت کرد. در سال ۱۹۸۱، او به درجه ژنرالی ارتقا یافت و بین سال‌های ۱۹۸۱ تا ۱۹۸۳ فرماندهی مرکزی و بین سال‌های ۱۹۸۳ تا ۱۹۸۶، تا حدودی در طول جنگ اول لبنان، فرماندهی شمالی را بر عهده داشت.
اور در سال ۱۹۸۷ پس از ۳۰ سال خدمت از ارتش بازنشسته شد.